# James Gandolfini
James Joseph (Jim) Gandolfini jr. (Westwood (New Jersey), 18 september 1961 – Rome, 19 juni 2013) was een Amerikaans film- en televisieacteur van Italiaanse afkomst. Met zijn rol als hoofdpersonage Tony Soprano in The Sopranos werd hij wereldberoemd. Hij won er onder meer drie Emmy Awards en een Golden Globe mee.

## Biografie
Gandolfini begon met acteren in het New York Theater, waar hij onder meer in A Streetcar Named Desire van Tennessee Williams speelde. In 1992 maakte hij zijn filmdebuut als Tony Baldessari in A Stranger Among Us.
Na in films zowel sympathieke als slechte personages gespeeld te hebben, kreeg Gandolfini in 1999 de rol van het hoofdpersonage Tony Soprano in de serie The Sopranos. Tony gaat als maffiabaas over lijken, maar komt zo met zichzelf in de knoop dat hij daarvoor een psychiater opzoekt. De door Gandolfini gedragen serie bleef van 1999 tot 2007 op de televisie en werd in die periode meer dan tachtig keer onderscheiden. Veertien prijzen werden aan Gandolfini persoonlijk toegekend.
Gandolfini was van maart 1999 tot december 2002 getrouwd met Marcy Wudarski, met wie hij een zoon, Michael Gandolfini, had. In augustus 2008 hertrouwde hij met Deborah Lin, met wie hij een dochter had.

## Overlijden
Hij overleed op 51-jarige leeftijd aan een hartaanval in Rome, tijdens een vakantiereis met zijn zoon Michael.
De Sopranos-ster was van plan na het tripje met zijn zoon naar het Taormina Film Festival op Sicilië te gaan. Gandolfini zou daar op 22 juni 2013 een prijs in ontvangst nemen en een masterclass geven. Zijn zoon Michael trof hem in elkaar gezakt aan in de badkamer. Volgens de hotelmanager was hij nog in leven toen de ambulance arriveerde, maar overleed hij kort erna in het ziekenhuis.
Op 27 juni 2013 werd Gandolfini, omgeven door familie en vrienden, in New York gecremeerd.

## Filmografie
- 1992: A Stranger Among Us
- 1993: Italian Movie
- 1993: Money for Nothing
- 1993: True Romance
- 1993: Mr. Wonderful
- 1994: Angie
- 1994: Terminal Velocity
- 1995: Le nouveau monde
- 1995: Crimson Tide
- 1995: Get Shorty
- 1996: The Juror
- 1996: Night Falls on Manhattan
- 1997: She's So Lovely
- 1997: Perdita Durango
- 1998: The Mighty
- 1998: Fallen
- 1998: A Civil Action
- 1999: A Whole New Day
- 1999: 8MM
- 2001: The Mexican
- 2001: The Man Who Wasn't There
- 2001: The Last Castle
- 2004: Surviving Christmas
- 2006: Romance & Cigarettes
- 2006: Stories of Lost Souls
- 2006: Lonely Hearts
- 2006: All the King's Men
- 2007: Stories USA (aflevering "Club Soda")
- 2009: In the Loop
- 2009: The Taking of Pelham 123
- 2009: Where the Wild Things Are
- 2010: Welcome To The Rileys
- 2010: Mint julep
- 2011: Down the shore
- 2011: Cinema Verite
- 2011: Violet & Daisy
- 2012: Killing Them Softly
- 2012: Not Fade Away
- 2012: Zero Dark Thirty
- 2013: The Incredible Burt Wonderstone
- 2013: Nicky Deuce
- 2013: Untitled Nicole Holofcener Project
- 2013: Enough Said
- 2014: The Drop